# Harrellsville
Harrellsville és una població dels Estats Units a l'estat de Carolina del Nord. Segons el cens del 2000 tenia 102 habitants.

## Demografia
Segons el cens del 2000, Harrellsville tenia 102 habitants, 47 habitatges i 36 famílies. La densitat de població era de 119,3 habitants per km².
Dels 47 habitatges en un 29,8% hi vivien nens de menys de 18 anys, en un 59,6% hi vivien parelles casades, en un 12,8% dones solteres, i en un 21,3% no eren unitats familiars. En el 21,3% dels habitatges hi vivien persones soles el 14,9% de les quals corresponia a persones de 65 anys o més que vivien soles. El nombre mitjà de persones vivint en cada habitatge era de 2,17 i el nombre mitjà de persones que vivien en cada família era de 2,49.
Per edats la població es repartia de la següent manera: un 19,6% tenia menys de 18 anys, un 0% entre 18 i 24, un 28,4% entre 25 i 44, un 28,4% de 45 a 60 i un 23,5% 65 anys o més.
L'edat mediana era de 49 anys. Per cada 100 dones de 18 o més anys hi havia 90,7 homes.
La renda mediana per habitatge era de 32.000 $ i la renda mediana per família de 31.500 $. Els homes tenien una renda mediana de 30.833 $ mentre que les dones 30.000 $. La renda per capita de la població era de 17.051 $. Cap de les famílies estaven per davall del llindar de pobresa.

## Poblacions més properes
El següent diagrama mostra les poblacions més properes.